# Музоне, Анджело
Анджело Музоне (итал. Angelo Musone; род. 1 марта 1963, Марчанизе) — итальянский боксёр, представитель тяжёлой весовой категории. Выступал за сборную Италии по боксу в первой половине 1980-х годов, бронзовый призёр летних Олимпийских игр в Лос-Анджелесе, обладатель серебряной медали Средиземноморских игр, победитель и призёр многих турниров международного значения. В период 1984—1987 годов боксировал также на профессиональном уровне.

## Биография
Анджело Музоне родился 1 марта 1963 года в городе Марчанизе провинции Казерта, Италия.

### Любительская карьера
Впервые заявил о себе в 1982 году, одержав победу на чемпионате Италии среди юниоров в Турине. При этом на европейском юниорском первенстве в Шверине дошёл в тяжёлом весе до четвертьфинала, проиграв по очкам советскому боксёру Александру Попову. Помимо этого, стал победителем юниорского Кубка Балатон в Венгрии и молодёжного международного турнира «Газета Поморская» в Польше, принял участие в матчевой встрече со сборной Канады в Монреале.
В 1983 году Музоне вошёл в основной состав итальянской национальной сборной и побывал на Средиземноморских играх в Касабланке, откуда привёз награду серебряного достоинства — в решающем финальном поединке тяжёлой весовой категории был остановлен алжирцем Мохамедом Бушише. Также стал серебряным призёром Открытого чемпионата Франции в Сен-Назере, выступил на домашнем Кубке мира в Риме, где на стадии полуфиналов уступил представителю СССР Александру Ягубкину.
В 1984 году победил на международном турнире Intercup в Карлсруэ и благодаря череде удачных выступлений удостоился права защищать честь страны на летних Олимпийских играх в Лос-Анджелесе — в категории до 91 кг благополучно прошёл первых троих соперников по турнирной сетке, тогда как в полуфинале со счётом 0:5 проиграл американцу Генри Тиллмену и получил таким образом бронзовую олимпийскую медаль.

### Профессиональная карьера
Сразу по окончании Олимпиады Анджело Музоне покинул расположение итальянской сборной и уже в октябре 1984 года успешно дебютировал на профессиональном уровне. В течение трёх лет одержал 20 побед, в том числе нокаутировал бывшего чемпиона мира Леона Спинкса. Однако в августе 1987 года сам потерпел поражение нокаутом от малоизвестного американского джорнимена Стива Мормино и на этом принял решение завершить спортивную карьеру.
Впоследствии неоднократно принимал участие в соревнованиях по боксу в качестве судьи, рефери на ринге, супервайзера от Международной боксёрской федерации (IBF).